# Еськов, Никита Николаевич
Ники́та Никола́евич Есько́в (род. 23 января 1983, Ленинград) — российский шоссейный и трековый велогонщик, выступает на профессиональном уровне начиная с 2002 года. В составе таких команд как «Итера», «Локомотив», «Тинькофф. Кредитные Системы», «Катюша» и «Русвело» неоднократно становился победителем и призёром всероссийских и международных соревнований, участвовал в гранд-турах «Вуэльта Испании» и «Джиро д’Италия». Мастер спорта международного класса.

## Биография
Никита Еськов родился 23 января 1983 года в Ленинграде. Активно заниматься велоспортом начал в возрасте двенадцати лет, проходил подготовку в местной детско-юношеской спортивной школе под руководством тренера Р. М. Абрамяна. Состоял в спортивном клубе Вооружённых сил Российской Федерации.
Первого серьёзного успеха в велоспорте добился в 2000 году, когда на юниорском трековом чемпионате мира завоевал бронзовую медаль в командной гонке преследования. Год спустя в той же дисциплине стал чемпионом мира среди юниоров, ещё через год присоединился к российской профессиональной команде «Итера» и начал выступать в шоссейных велогонках на дорогах Европы, преимущественно в Испании. В частности, одержал победу на «Гран-при Куэльяра», победил на вторых этапах многодневных гонок Bidasoa Itzulia и Volta Ciclista Provincia Tarragona.
С 2003 года представлял команду «Локомотив». На треке в гонке по очкам выиграл молодёжное европейское первенство в Валенсии, после чего завоевал золотую награду в командном преследовании на этапе Кубка мира в Москве — при этом его партнёрами были Алексей Марков, Александр Серов и Сергей Климов. В 2005 году удачно выступил на этапе Кубка мира в Манчестере, став серебряным призёром в гонке по очкам. В следующем сезоне участвовал в многодневной гонке «Пять колец Москвы», где в том числе взял бронзу на втором этапе. В 2007 году был третьим на GP Chianti Colline d'Elsa в Италии.
В 2008 году Еськов подписал контракт с российско-итальянской профессиональной командой «Тинькофф. Кредитные Системы», дебютировал в престижнейшем гранд-туре «Вуэльта Испании», заняв в генеральной классификации 57-место. Позже продолжил выступать в команде «Катюша», созданной на основе Tinkoff Credit Systems. Финишировал восемнадцатым на «Джиро дель Пьемонте», занял пятое место в групповой гонке на чемпионате России в Чебоксарах, проехал все этапы гранд-тура «Джиро д’Италия», расположившись в итоговом общем зачёте на 65-строке. В 2010 году в гонках протура занял двадцать пятое место на «Гран-при Плуэ» во Франции и двадцать восьмое на «Гран-при Квебека» в Канаде.
Начиная с 2012 года, после некоторого перерыва, стал выступать за профессиональную команду «Русвело». Среди наиболее значимых соревнований отметился девятым местом на шестом этапе «Тура Китая», проехал гонки «Тур Алгавре», «Три дня Западной Фландрии», «Тур Дренте», «Классика Хандзаме», «Три дня Де-Панне», «Схелдепрейс», «Гран-при Пино Черами», «Стрела Брабанта», «Тур Тосканы», «Кольцо Лотарингии», «Тур Зеландии», «Стер Электротур», «Тур олимпийской солидарности», «Париж — Коррез», «Тур Лимузена» и пр. В 2014 году показал третий результат на стартовом этапе «Тура Мальты».
За выдающиеся спортивные достижения удостоен почётного звания «Мастер спорта России международного класса».